# Leinster Rugby
Leinster Rugby és un equip professional de rugbi a 15 irlandès, amb base a la província de Leinster, que participa en la RaboDirect Pro 12. El club disputa els seus partits a Dublín, a l'estadi RDS Arena, tot i que els més importants es juguen a l'Aviva Stadium. Ha sigut campió de lliga dues vegades, així com de la Heineken Cup.

## Palmarès
- RaboDirect Pro 12 :
  - Campió: 2002 i 2008 (2)
  - Subcampió: 2006, 2010 i 2011
- Heineken Cup: 
  - Campió: 2009 i 2011 (2)

## Jugadors emblemàtics
- Brian O'Driscoll
- Gordon D'Arcy
- Rob Kearney
- Luke Fitzgerald
- Jamie Heaslip